# 川俣シャモ
川俣シャモ（かわまたシャモ）は、福島県伊達郡川俣町で特産品として生産されている食用鶏である。

## 概要
江戸時代末期に川俣町は絹織物の生産で栄え、多くの「絹長者」を生んだが、彼らが闘鶏用のシャモ（軍鶏）を普及させ、食用として美味しく食べるさまざまな方法も試みられた。
その後伝統は途絶えていたが、川俣町にお越しになるお客様へ、最大級のおもてなしをしたいという気持ちから、絹とシャモの関係にヒントを得て1983（昭和58）年に食用シャモ肉の研究を開始し、純系のシャモ「赤笹」の雄とアメリカ産の肉卵兼用種「ロード・アイランド・レッド」、その後、肉用専用種の「レッドコーニッシュ」などと掛け合わせて改良し、現在の「川俣シャモ」を作り出した。
現在は「川俣シャモ振興会」加入の農家が飼育を行い、川俣町農業振興公社が加工品（燻製、冷凍、シャモ鍋セットなど）の生産・販売を行なっている。脂っぽくないのに深いコク、硬すぎず水っぽくない適度な弾力が人気を呼び、首都圏でも高級食材として認知されている。
2022年に地理的表示保護制度（GI）対象品目に登録されている。

## 備考
川俣シャモのPR事業として始めた「世界一長い焼き鳥」の記録争いを2004年(平成16年)から、山口県長門市、和歌山県日高川町、福島県会津若松市、北海道美唄市と繰り広げている。2009年(平成21年)には24.24メートルを記録したが、2016年6月現在は埼玉県東松山市が、長さ25.55メートルの世界記録を持っている。これとは別に「世界一長い川俣シャモの丸焼き」への挑戦が「川俣シャモまつり」の名物イベントとなっており、2016年8月には61.8メートル、103羽の丸焼きを成功させている。